# SteepleChase Records
SteepleChase Records es una compañía y sello discográfico de jazz con sede en Copenhague, Dinamarca. Fue fundada en 1972 por Nils Winther, que en ese momento era estudiante en la Universidad de Copenhague. Comenzó a grabar conciertos en Jazzhus Montmartre, donde actuaban muchos músicos estadounidenses, y algunos de los artistas le dieron permiso para lanzar el material comercialmente. 
Se convirtió en un refugio para muchos artistas que en ese momento no tenían contratos con sellos más importantes. En 1987, el sello también fundó el sello clásico Kontrapunkt.

## Discografía

### Serie 1000/31000
La serie principal de álbumes lanzados con el sello Steeplechase a partir de 1972 tenía números de catálogo que comenzaban en SCS 1001 y cuando se introdujeron los discos compactos a finales de la década de 1980, los números de catálogo agregaron un 3 antes del número de la serie 1000. 
| Título                                         | Artista                                                              | Año de lanzamiento | Catálogo No. SCS/SCCD3 | Notas                                                 |
| ---------------------------------------------- | -------------------------------------------------------------------- | ------------------ | ---------------------- | ----------------------------------------------------- |
| Live at Montmartre                             | Jackie McLean                                                        | 1972               | 1001                   | Grabado en vivo en Copenhagen Agosto de 1972          |
| Duo                                            | Kenny Drew y Niels-Henning Ørsted Pedersen                           | 1973               | 1002                   |                                                       |
| Birdtown Birds                                 | Joe Albany                                                           | 1973               | 1003                   |                                                       |
| Blues for Harvey                               | Johnny Griffin                                                       | 1973               | 1004                   |                                                       |
| Paul Bley/NHØP                                 | Paul Bley y Niels-Henning Ørsted Pedersen                            | 1973               | 1005                   |                                                       |
| The Meeting                                    | Jackie McLean feat Dexter Gordon                                     | 1974               | 1006                   |                                                       |
| Everything I Love                              | Kenny Drew                                                           | 1974               | 1007                   |                                                       |
| My Man: Live at Montmartre 1973                | Ben Webster                                                          | 1974               | 1008                   |                                                       |
| Ode to Super                                   | Jackie McLean feat Gary Bartz                                        | 1974               | 1009                   |                                                       |
| Duo 2                                          | Kenny Drew y Niels-Henning Ørsted Pedersen                           | 1974               | 1010                   |                                                       |
| Flight to Denmark                              | Duke Jordan                                                          | 1974               | 1011                   |                                                       |
| Arrival                                        | Horace Parlan                                                        | 1974               | 1012                   |                                                       |
| A Ghetto Lullaby                               | Jackie McLean                                                        | 1974               | 1013                   |                                                       |
| Hindsight                                      | Ken McIntyre                                                         | 1974               | 1014                   |                                                       |
| In the Tradition                               | Anthony Braxton                                                      | 1974               | 1015                   |                                                       |
| Dark Beauty                                    | Kenny Drew                                                           | 1974               | 1016                   |                                                       |
| Catalonian Fire                                | Tete Montoliu                                                        | 1974               | 1017                   |                                                       |
| I Concentrate on You: A Tribute to Cole Porter | Lee Konitz y Red Mitchell                                            | 1974               | 1018                   |                                                       |
| Two's Company                                  | Joe Albany y Niels-Henning Ørsted Pedersen                           | 1974               | 1019                   |                                                       |
| The Source                                     | Jackie McLean feat Dexter Gordon                                     | 1974               | 1020                   |                                                       |
| Music for Perla                                | Tete Montoliu                                                        | 1974               | 1021                   |                                                       |
| Perception                                     | Connie Crothers Trío                                                 | 1974               | 1022                   |                                                       |
| New York Calling                               | Jackie McLean y The Cosmic Brotherhood                               | 1974               | 1023                   |                                                       |
| Two Loves                                      | Duke Jordan                                                          | 1975               | 1024                   |                                                       |
| The Apartment                                  | Dexter Gordon                                                        | 1975               | 1025                   |                                                       |
| Invitation                                     | Andrew Hill                                                          | 1975               | 1026                   |                                                       |
| When Destiny Calls                             | Billy Gault                                                          | 1975               | 1027                   |                                                       |
| Antiquity                                      | Jackie McLean y Michael Carvin                                       | 1975               | 1028                   |                                                       |
| Tete!                                          | Tete Montoliu                                                        | 1975               | 1029                   |                                                       |
| More Than You Know                             | Dexter Gordon y Orchestra arranged y conducted by Palle Mikkelborg   | 1975               | 1030                   |                                                       |
| Duo Live in Concert                            | Kenny Drew y Niels-Henning Ørsted Pedersen                           | 1975               | 1031                   |                                                       |
| Visitor                                        | Coronarias Dans                                                      | 1975               | 1032                   |                                                       |
| Firm Roots                                     | Clifford Jordan y the Magic Triangle                                 | 1975               | 1033                   |                                                       |
| If You Could See Me Now                        | Kenny Drew                                                           | 1975               | 1034                   |                                                       |
| Lone-Lee                                       | Lee Konitz                                                           | 1975               | 1035                   |                                                       |
| Piano Man                                      | Hilton Ruiz                                                          | 1975               | 1036                   |                                                       |
| Watch Out                                      | René McLean                                                          | 1975               | 1037                   |                                                       |
| The Camel                                      | Michael Carvin                                                       | 1975               | 1038                   |                                                       |
| Home                                           | Ken McIntyre                                                         | 1975               | 1039                   |                                                       |
| Stable Mable                                   | Dexter Gordon Cuarteto                                               | 1976               | 1040                   |                                                       |
| Jaywalkin'                                     | Niels-Henning Ørsted Pedersen                                        | 1976               | 1041                   |                                                       |
| Peace                                          | Walt Dickerson Trío                                                  | 1976               | 1042                   |                                                       |
| Free Spirits                                   | Mary Lou Williams Trío                                               | 1976               | 1043                   |                                                       |
| Divine Revelation                              | Andrew Hill                                                          | 1976               | 1044                   |                                                       |
| In the Tradition Volume 2                      | Anthony Braxton                                                      | 1976               | 1045                   |                                                       |
| Duke's Delight                                 | Duke Jordan Quinteto                                                 | 1976               | 1046                   |                                                       |
| The Highest Mountain                           | Clifford Jordan y the Magic Triangle                                 | 1976               | 1047                   |                                                       |
| Morning                                        | Kenny Drew Trío                                                      | 1976               | 1048                   |                                                       |
| Open Horizon                                   | Ken McIntyre                                                         | 1976               | 1049                   |                                                       |
| Swiss Nights Vol. 1                            | Dexter Gordon Cuarteto                                               | 1976               | 1050                   |                                                       |
| Call for the Fiddler                           | Claude Williams                                                      | 1976               | 1051                   |                                                       |
| Now Is the Time                                | Idrees Sulieman                                                      | 1976               | 1052                   |                                                       |
| Misty Thursday                                 | Duke Jordan Cuarteto                                                 | 1976               | 1053                   |                                                       |
| Tête à Tete                                    | Tete Montoliu                                                        | 1976               | 1054                   |                                                       |
| Double Bass                                    | Niels-Henning Ørsted Pedersen y Sam Jones                            | 1976               | 1055                   |                                                       |
| No Blues                                       | Horace Parlan Trío                                                   | 1976               | 1056                   |                                                       |
| Windows                                        | Lee Konitz y Hal Galper                                              | 1976               | 1057                   |                                                       |
| Swingin' Till the Girls Come Home              | Eddie "Lockjaw" Davis                                                | 1976               | 1058                   |                                                       |
| Don't Look Back                                | Nat Adderley Septet                                                  | 1976               | 1059                   |                                                       |
| Bouncin' with Dex                              | Dexter Gordon Cuarteto                                               | 1977               | 1060                   |                                                       |
| Cunningbird                                    | Jimmy Knepper Quinteto                                               | 1977               | 1061                   |                                                       |
| Time for a Change                              | Monnette Sudler Cuarteto/Quinteto                                    | 1977               | 1062                   |                                                       |
| Live in Japan                                  | Duke Jordan                                                          | 1977               | 1063/64                |                                                       |
| Live in Japan vol. 1                           | Duke Jordan                                                          | 1977               | 31063                  |                                                       |
| Live in Japan vol. 2                           | Duke Jordan                                                          | 1977               | 31064                  |                                                       |
| Introducing the Vibrations                     | Ken McIntyre                                                         | 1977               | 1065                   |                                                       |
| Remember Me                                    | Frank Strozier                                                       | 1977               | 1066                   |                                                       |
| Reach Out!                                     | Hal Galper Quinteto                                                  | 1977               | 1067                   |                                                       |
| Pictures                                       | Niels-Henning Ørsted Pedersen y Kenneth Knudsen                      | 1977               | 1068                   |                                                       |
| Onaje                                          | Onaje Allan Gumbs                                                    | 1977               | 1069                   |                                                       |
| Serendipity                                    | Walt Dickerson Trío                                                  | 1977               | 1070                   |                                                       |
| On Stage Vol. 1                                | Clifford Jordan y The Magic Triangle                                 | 1977               | 1071                   |                                                       |
| Jazz à Juan                                    | Lee Konitz Cuarteto                                                  | 1977               | 1072                   |                                                       |
| Live at Montmartre                             | Stan Getz                                                            | 1977               | 1073                   |                                                       |
| Live at Montmartre vol. 1                      | Stan Getz                                                            | 1977               | 31073                  |                                                       |
| Live at Montmartre vol. 2                      | Stan Getz                                                            | 1977               | 31074                  |                                                       |
| Real Tchicai                                   | John Tchicai Trío                                                    | 1977               | 1075                   |                                                       |
| Frank-ly Speaking                              | Horace Parlan Quinteto                                               | 1977               | 1076                   |                                                       |
| Lite Flite                                     | Kenny Drew Quinteto                                                  | 1977               | 1077                   |                                                       |
| Excition                                       | Hilton Ruiz                                                          | 1977               | 1078                   |                                                       |
| Goin' Home                                     | Archie Shepp y Horace Parlan                                         | 1977               | 1079                   |                                                       |
| Biting the Apple                               | Dexter Gordon                                                        | 1977               | 1080                   |                                                       |
| Sheila                                         | Sheila Jordan y Arild Andersen                                       | 1978               | 1081                   |                                                       |
| Introducing Doug Raney                         | Doug Raney                                                           | 1978               | 1082                   |                                                       |
| Trio 1: Live at Montmatre                      | Niels-Henning Ørsted Pedersen Trío                                   | 1978               | 1083                   |                                                       |
| Words of Love                                  | Tete Montoliu                                                        | 1978               | 1084                   |                                                       |
| First Set                                      | Cedar Walton Cuarteto                                                | 1978               | 1085                   |                                                       |
| Another World                                  | Andy LaVerne Trío                                                    | 1978               | 1086                   |                                                       |
| Brighter Days for You                          | Monnette Sudler                                                      | 1978               | 1087                   |                                                       |
| Flight to Japan                                | Duke Jordan Trío                                                     | 1978               | 1088                   |                                                       |
| Divine Gemini                                  | Walt Dickerson y Richard Davis                                       | 1978               | 1089                   |                                                       |
| Swiss Nights Vol. 2                            | Dexter Gordon                                                        | 1978               | 1090                   |                                                       |
| Witches, Goblins, etc.                         | Sadik Hakim                                                          | 1978               | 1091                   |                                                       |
| On Stage Vol. 2                                | Clifford Jordan y The Magic Triangle                                 | 1978               | 1092                   |                                                       |
| Trio 2                                         | Niels-Henning Ørsted Pedersen                                        | 1978               | 1093                   |                                                       |
| New York Hilton                                | Hilton Ruiz Trío                                                     | 1978               | 1094                   |                                                       |
| This Is Buck Hill                              | Buck Hill Cuarteto                                                   | 1978               | 1095                   |                                                       |
| Just Friends                                   | Louis Smith Quinteto                                                 | 1978               | 1096                   |                                                       |
| Visitation                                     | Sam Jones Quinteto                                                   | 1978               | 1097                   |                                                       |
| Witchdoctor's Son                              | Johnny Dyani with John Tchicai y Dudu Pukwana                        | 1978               | 1098                   |                                                       |
| Embarkation                                    | John McNeil Quinteto                                                 | 1978               | 1099                   |                                                       |
| No album identified                            |                                                                      |                    | 1100                   |                                                       |
| For Us                                         | Mike Richmond y Andy LaVerne                                         | 1979               | 1101                   |                                                       |
| Live in Europe                                 | Monnette Sudler Cuarteto                                             | 1979               | 1102                   |                                                       |
| Duke's Artistry                                | Duke Jordan Cuarteto                                                 | 1979               | 1103                   |                                                       |
| On Stage Vol. 3                                | Clifford Jordan y The Magic Triangle                                 | 1979               | 1104                   |                                                       |
| Cuttin' Loose                                  | Doug Raney Quinteto                                                  | 1979               | 1105                   |                                                       |
| In Concert                                     | Kenny Drew                                                           | 1979               | 1106                   |                                                       |
| That Old Feeling                               | Albert Dailey Trío                                                   | 1979               | 1107                   |                                                       |
| Tootie's Tempo                                 | Tete Montoliu                                                        | 1979               | 1108                   |                                                       |
| Song for Biko                                  | Johnny Dyani Cuarteto                                                | 1979               | 1109                   |                                                       |
| Swiss Nights Vol. 3                            | Dexter Gordon                                                        | 1979               | 1110                   |                                                       |
| A Lazy Afternoon                               | Shirley Horn Trío                                                    | 1979               | 1111                   |                                                       |
| To My Queen Revisited                          | Walt Dickerson                                                       | 1979               | 1112                   |                                                       |
| Second Set                                     | Cedar Walton Cuarteto                                                | 1979               | 1113                   |                                                       |
| Chasing the Sun                                | Ken McIntyre Trío                                                    | 1979               | 1114                   |                                                       |
| Landscape with Open Door                       | Pierre Dørge y Walt Dickerson                                        | 1979               | 1115                   |                                                       |
| Parade                                         | Joe Bonner Trío                                                      | 1978               | 1116                   |                                                       |
| Faun                                           | John McNeil Quinteto                                                 | 1979               | 1117                   |                                                       |
| Stolen Moments                                 | Jimmy Raney y Doug Raney                                             | 1979               | 1118                   |                                                       |
| Yes, Yes, Nonet                                | Lee Konitz Nonet                                                     | 1979               | 1119                   |                                                       |
| Pour Django                                    | Boulou Ferré y Elios Ferré                                           | 1979               | 1120                   |                                                       |
| Prancin'                                       | Louis Smith Quinteto                                                 | 1979               | 1121                   |                                                       |
| The Touch of Your Lips                         | Chet Baker                                                           | 1979               | 1122                   |                                                       |
| Scope                                          | Buck Hill Cuarteto                                                   | 1979               | 1123                   |                                                       |
| Blue Parlan                                    | Horace Parlan                                                        | 1979               | 1124                   |                                                       |
| Dancing on the Tables                          | Niels-Henning Ørsted Pedersen                                        | 1979               | 1125                   |                                                       |
| Visions                                        | Walt Dickerson y Sun Ra                                              | 1979               | 1126                   |                                                       |
| Lover Man                                      | Duke Jordan                                                          | 1979               | 1127                   |                                                       |
| Look to the Sky                                | John McNeil y Tom Harrell                                            | 1979               | 1128                   |                                                       |
| Ruby My Dear                                   | Kenny Drew                                                           | 1980               | 1129                   |                                                       |
| To My Son                                      | Walt Dickerson Trío                                                  | 1980               | 1130                   |                                                       |
| No Problem                                     | Chet Baker Cuarteto                                                  | 1980               | 1131                   |                                                       |
| Ballad Round the Left Corner                   | Pierre Dørge Cuarteto                                                | 1980               | 1132                   |                                                       |
| The Glass Room                                 | John McNeil Cuarteto                                                 | 1980               | 1133                   |                                                       |
| Duets                                          | Jimmy Raney y Doug Raney                                             | 1980               | 1134                   |                                                       |
| Change a Pace                                  | Duke Jordan Trío                                                     | 1980               | 1135                   |                                                       |
| Something Different                            | Dexter Gordon                                                        | 1980               | 1136                   |                                                       |
| I Wanna Talk About You                         | Tete Montoliu                                                        | 1980               | 1137                   |                                                       |
| Paths Beyond Tracing                           | David Friesen                                                        | 1980               | 1138                   |                                                       |
| Trouble in Mind                                | Archie Shepp y Horace Parlan                                         | 1980               | 1139                   |                                                       |
| Gypsy Dreams                                   | Boulou Ferré y Elios Ferré                                           | 1980               | 1140                   |                                                       |
| Musically Yours                                | Horace Parlan                                                        | 1980               | 1141                   |                                                       |
| Daybreak                                       | Chet Baker                                                           | 1980               | 1142                   |                                                       |
| Midnight Moonlight                             | Duke Jordan                                                          | 1981               | 1143                   |                                                       |
| Listen                                         | Doug Raney Cuarteto                                                  | 1981               | 1144                   |                                                       |
| Strings & Things                               | Dexter Gordon                                                        | 1981               | 1145                   |                                                       |
| I Hear You John                                | Walt Dickerson y Jimmi Johnsun                                       | 1981               | 1146                   |                                                       |
| Out of This World                              | Teddy Edwards                                                        | 1981               | 1147                   |                                                       |
| Catalonian Nights Vol. 1                       | Tete Montoliu                                                        | 1981               | 1148                   |                                                       |
| Looking at Bird                                | Archie Shepp y Niels-Henning Ørsted Pedersen                         | 1981               | 1149                   |                                                       |
| The Great Session                              | Duke Jordan Trío                                                     | 1981               | 1150                   |                                                       |
| Steps Up                                       | Eddie Harris                                                         | 1981               | 1151                   |                                                       |
| Boston Concert                                 | Tete Montoliu                                                        | 1981               | 1152/3                 |                                                       |
| Boston Concert vol. 1                          | Tete Montoliu                                                        | 1981               | 31152                  |                                                       |
| Boston Concert vol. 2                          | Tete Montoliu                                                        | 1981               | 31153                  |                                                       |
| Clean Sweep                                    | John McNeil Quinteto                                                 | 1981               | 1154                   |                                                       |
| Permutations                                   | Chuck Marohnic                                                       | 1981               | 1155                   |                                                       |
| Lullaby for a Monster                          | Dexter Gordon                                                        | 1981               | 1156                   |                                                       |
| All Night Long                                 | Shirley Horn Trío                                                    | 1981               | 1157                   |                                                       |
| Steppin' Into Beauty                           | Hilton Ruiz Trío/Quinteto                                            | 1982               | 1158                   |                                                       |
| My One and Only Love                           | Michael Urbaniak Jazz Trío                                           | 1982               | 1159                   |                                                       |
| Easy to Love                                   | Buck Hill Cuarteto                                                   | 1982               | 1160                   | Grabado en vivo en el North Sea Jazz Festival en 1981 |
| Chocolate Cadillac                             | Red Mitchell Quinteto                                                | 1982               | 1161                   |                                                       |
| Pierre Dørge & New Jungle Orchestra            | Pierre Dørge y the New Jungle Orchestra                              | 1982               | 1162                   |                                                       |
| Mbizo                                          | Johnny Dyani Cuarteto                                                | 1982               | 1163                   |                                                       |
| Violets for Your Furs                          | Shirley Horn                                                         | 1982               | 1164                   |                                                       |
| Thinking of You                                | Duke Jordan Trío                                                     | 1982               | 1165                   |                                                       |
| I'll Close My Eyes                             | Doug Raney Quinteto                                                  | 1982               | 1166                   |                                                       |
| The Maestro                                    | Horace Parlan                                                        | 1982               | 1167                   |                                                       |
| This Is Always                                 | Chet Baker                                                           | 1982               | 1168                   |                                                       |
| Mama Rose                                      | Archie Shepp y Jasper van 't Hof                                     | 1982               | 1169                   |                                                       |
| The House That Love Built                      | Frank Foster Cuarteto                                                | 1982               | 1170                   |                                                       |
| Trinity                                        | Boulou Ferré, Niels-Henning Ørsted Pedersen y Elios Ferré            | 1983               | 1171                   |                                                       |
| In Europe                                      | Jack Walrath Quinteto                                                | 1983               | 1172                   |                                                       |
| Impressions                                    | Buck Hill Cuarteto                                                   | 1983               | 1173                   | Recorded Live at the North Sea Jazz Festival in 1981  |
| Ball at Louisiana Museum of Modern Art         | John Tchicai y Pierre Dørge                                          | 1983               | 1174                   |                                                       |
| Truth                                          | Duke Jordan Trío                                                     | 1983               | 1175                   |                                                       |
| Suburban Fantasies                             | Joe Bonner y Johnny Dyani                                            | 1983               | 1176                   |                                                       |
| Surprise Party                                 | Bernt Rosengren Cuarteto/Quinteto                                    | 1983               | 1177                   |                                                       |
| Like Someone In Love                           | Horace Parlan Trío                                                   | 1983               | 1178                   |                                                       |
| Third Set                                      | Cedar Walton Cuarteto                                                | 1983               | 1179                   |                                                       |
| Someday My Prince Will Come                    | Chet Baker                                                           | 1983               | 1180                   |                                                       |
| All of Me                                      | Eddie "Lockjaw" Davis Cuarteto                                       | 1983               | 1181                   |                                                       |
| Devotion                                       | Joe Bonner                                                           | 1983               | 1182                   |                                                       |
| I've Got the World on a String                 | John McNeil Trío/Quinteto                                            | 1983               | 1183                   |                                                       |
| Nardis                                         | Jimmy Raney y Doug Raney                                             | 1983               | 1184                   |                                                       |
| Face to Face                                   | Tete Montoliu y Niels-Henning Ørsted Pedersen                        | 1984               | 1185                   |                                                       |
| Afrika                                         | Johnny Dyani                                                         | 1984               | 1186                   |                                                       |
| A Quiet Day in Spring                          | Larry Coryell y Michael Urbaniak                                     | 1984               | 1187                   |                                                       |
| Brikama                                        | Pierre Dørge y New Jungle Orchestra                                  | 1984               | 1188                   |                                                       |
| Tivoli One                                     | Duke Jordan Trío                                                     | 1984               | 1189                   |                                                       |
| Montreux                                       | Ernie Wilkins' Almost Big Band                                       | 1984               | 1190                   |                                                       |
| Blue and White                                 | Doug Raney Cuarteto                                                  | 1984               | 1191                   |                                                       |
| Nica's Dream                                   | Red Holloway                                                         | 1984               | 1192                   |                                                       |
| Tivoli Two                                     | Duke Jordan Trío                                                     | 1984               | 1193                   |                                                       |
| Glad I Found You                               | Horace Parlan Quinteto                                               | 1984               | 1194                   |                                                       |
| Take Good Care of My Heart                     | Michal Urbaniak with Horace Parlan Trío                              | 1984               | 1195                   |                                                       |
| Dark Warrior                                   | Khan Jamal Cuarteto                                                  | 1984               | 1196                   |                                                       |
| Three and One                                  | Thad Jones Cuarteto                                                  | 1985               | 1197                   |                                                       |
| Half Note                                      | Clifford Jordan                                                      | 1985               | 1198                   |                                                       |
| That's All                                     | Tete Montoliu                                                        | 1985               | 1199                   |                                                       |
| Lazy Bird                                      | Doug Raney Quinteto                                                  | 1985               | 1200                   |                                                       |
| Three                                          | Khan Jamal, Pierre Dørge y Johnny Dyani                              | 1985               | 1201                   |                                                       |
| Bird's Grass                                   | Idrees Sulieman Quinteto                                             | 1985               | 1202                   |                                                       |
| The Garden of the Blues                        | Shirley Horn                                                         | 1985               | 1203                   |                                                       |
| Just Be There                                  | Howard McGhee Quinteto                                               | 1985               | 1204                   |                                                       |
| Questions                                      | Paul Bley Trío                                                       | 1985               | 1205                   |                                                       |
| The Shadow of Your Smile                       | Dexter Gordon Cuarteto                                               | 1985               | 1206                   |                                                       |
| Diane                                          | Chet Baker y Paul Bley                                               | 1985               | 1207                   |                                                       |
| Even the Moon Is Dancing                       | Pierre Dørge y New Jungle Orchestra                                  | 1985               | 1208                   |                                                       |
| Angolian Cry                                   | Johnny Dyani Cuarteto                                                | 1985               | 1209                   |                                                       |
| Relax and Enjoy                                | Boulou Ferré Cuarteto                                                | 1985               | 1210                   |                                                       |
| Wait and See                                   | Duke Jordan Trío                                                     | 1985               | 1211                   |                                                       |
| Guitar Guitar Guitar                           | Doug Raney Trío                                                      | 1985               | 1212                   |                                                       |
| Tenderness                                     | Walt Dickerson y Richard Davis                                       | 1985               | 1213                   |                                                       |
| My Standard                                    | Paul Bley                                                            | 1986               | 1214                   |                                                       |
| Suite For Chocolate                            | Joe Bonner Cuarteto                                                  | 1986               | 1215                   |                                                       |
| Lush Life                                      | Tete Montoliu                                                        | 1986               | 1216                   |                                                       |
| The Traveller                                  | Khan Jamal                                                           | 1986               | 1217                   |                                                       |
| Groovin'                                       | Idrees Sulieman                                                      | 1986               | 1218                   |                                                       |
| No Rush                                        | Bob Rockwell Cuarteto                                                | 1987               | 1219                   |                                                       |
| Open Air                                       | Tom Harrell Quinteto                                                 | 1987               | 1220                   |                                                       |
| When Sunny Gets Blue                           | Chet Baker                                                           | 1987               | 1221                   |                                                       |
| Nuages                                         | Boulou Ferré Trío                                                    | 1987               | 1222                   |                                                       |
| Live                                           | Paul Bley y Jesper Lundgaard                                         | 1987               | 1223                   |                                                       |
| After Hours                                    | Dexter Gordon Quinteto                                               | 1987               | 1224                   |                                                       |
| On the Roll                                    | Ernie Wilkins Almost Big Band                                        | 1987               | 1225                   |                                                       |
| After Midnight                                 | Dexter Gordon                                                        | 1987               | 1226                   |                                                       |
| The Lost Melody                                | Joe Bonner Cuarteto                                                  | 1987               | 1227                   |                                                       |
| Johnny Lives                                   | Pierre Dørge y New Jungle Orchestra                                  | 1987               | 1228                   |                                                       |
| On the Natch                                   | Bob Rockwell Cuarteto                                                | 1987               | 1229                   |                                                       |
| Live Again                                     | Paul Bley y Jesper Lundgaard                                         | 1987               | 1230                   |                                                       |
| Things We Did Last Summer                      | John McNeil                                                          | 1987               | 1231                   |                                                       |
| Time On My Hands                               | Duke Jordan Trío                                                     | 1988               | 1232                   |                                                       |
| Red Giant                                      | Red Rodney Cuarteto                                                  | 1988               | 1233                   |                                                       |
| Monsoon                                        | Gary Bartz Cuarteto                                                  | 1988               | 1234                   |                                                       |
| Something's Up                                 | Doug Raney                                                           | 1988               | 1235                   |                                                       |
| Solo Piano                                     | Paul Bley                                                            | 1988               | 1236                   |                                                       |
| On the Edge                                    | Larry Schneider, Adam Nussbaum y Mike Richmond                       | 1988               | 1237                   |                                                       |
| One for Bird                                   | Red Rodney Quinteto                                                  | 1988               | 1238                   |                                                       |
| New Life                                       | Joe Bonner Trío                                                      | 1988               | 1239                   |                                                       |
| The Place to Be                                | Junior Cook Cuarteto                                                 | 1988               | 1240                   |                                                       |
| Catalonian Nights Vol. 2                       | Tete Montoliu Trío                                                   | 1988               | 1241                   |                                                       |
| Confirmation                                   | Boulou Ferré Cuarteto                                                | 1989               | 1243                   |                                                       |
| Frozen Music                                   | Andy LaVerne Cuarteto                                                | 1989               | 1244                   |                                                       |
| Light and Lively                               | Louis Hayes Quinteto                                                 | 1989               | 1245                   |                                                       |
| The Nearness of You                            | Paul Bley                                                            | 1989               | 1246                   |                                                       |
| As Time Goes By                                | Duke Jordan Trío                                                     | 1989               | 1247                   |                                                       |
| Reflections of Monk: The Final Frontier        | Gary Bartz                                                           | 1989               | 1248                   |                                                       |
| The Doug Raney Quinteto                        | Doug Raney Quinteto                                                  | 1989               | 1249                   |                                                       |
| Phantoms                                       | Eddie Henderson Quinteto                                             | 1989               | 1250                   |                                                       |
| Just in Time                                   | Larry Willis Trío                                                    | 1989               | 1251                   |                                                       |
| Red Snapper                                    | Red Rodney Quinteto                                                  | 1989               | 1252                   |                                                       |
| Sienna                                         | Stanley Cowell Trío                                                  | 1989               | 1253                   |                                                       |
| What's Up                                      | Bill Hardman Sextet                                                  | 1989               | 1254                   |                                                       |
| Scorpio Rising                                 | Walter Davis, Jr.                                                    | 1990               | 1255                   |                                                       |
| Winds of Change                                | Jim McNeely                                                          | 1990               | 1256                   |                                                       |
| Present Tense                                  | Joe Locke                                                            | 1990               | 1257                   |                                                       |
| Blues in Five Dimensions                       | Mickey Tucker                                                        | 1990               | 1258                   |                                                       |
| BeBop                                          | Paul Bley Trío                                                       | 1990               | 1259                   |                                                       |
| Destiny Is Yours                               | Billy Harper Quinteto                                                | 1990               | 1260                   |                                                       |
| Fountainhead                                   | Andy LaVerne y Dave Samuels                                          | 1990               | 31261                  |                                                       |
| McJolt                                         | Ron McClure Cuarteto                                                 | 1990               | 31262                  |                                                       |
| Una Max                                        | Louis Hayes                                                          | 1990               | 31263                  |                                                       |
| Think On Me                                    | Eddie Henderson Quinteto                                             | 1990               | 31264                  |                                                       |
| You Stepped Out of a Dream                     | Ben Besiakov Trío                                                    | 1990               | 31265                  |                                                       |
| On a Misty Night                               | Junior Cook Cuarteto                                                 | 1990               | 31266                  |                                                       |
| Dance for Andy                                 | Mike Richmond                                                        | 1990               | 31267                  |                                                       |
| Ballads for Lulu                               | Louis Smith                                                          | 1990               | 31268                  |                                                       |
| Heavy Blue                                     | Larry Willis Quinteto                                                | 1990               | 31269                  |                                                       |
| Reconstruction                                 | Bob Rockwell                                                         | 1990               | 31270                  |                                                       |
| Osaka Concert Vol. 1                           | Duke Jordan                                                          | 1990               | 31271                  |                                                       |
| Osaka Concert Vol. 2                           | Duke Jordan                                                          | 1990               | 31272                  |                                                       |
| Severe Clear                                   | Andy LaVerne                                                         | 1990               | 31273                  |                                                       |
| Rejoicing                                      | Paul Bley                                                            | 1990               | 31274                  |                                                       |
| Departure #2                                   | Stanley Cowell                                                       | 1990               | 31275                  |                                                       |
| In Search of Hope                              | Bertha Hope                                                          | 1990               | 31276                  |                                                       |
| Strike Zone                                    | Dave Stryker                                                         | 1990               | 31277                  |                                                       |
| Songbird                                       | Michal Urbaniak                                                      | 1991               | 31278                  |                                                       |
| Never Forget                                   | Ron McClure                                                          | 1991               | 31279                  |                                                       |
| Standard Eyes                                  | Andy LaVerne                                                         | 1991               | 31280                  |                                                       |
| Longing                                        | Joe Locke Quinteto with Mark Ledford                                 | 1991               | 31281                  |                                                       |
| SweetEar                                       | Kevin Hays Quinteto                                                  | 1991               | 31282                  |                                                       |
| Let's Play                                     | Larry Willis Trío                                                    | 1991               | 31283                  |                                                       |
| Flight of Mind                                 | Eddie Henderson Cuarteto                                             | 1991               | 31284                  |                                                       |
| Nightfall                                      | Louis Hayes                                                          | 1991               | 31285                  |                                                       |
| Indian Summer                                  | Paul Bley                                                            | 1991               | 31286                  |                                                       |
| Cables Fables                                  | George Cables Trío                                                   | 1991               | 31287                  |                                                       |
| Tonite Only                                    | Ron McClure Cuarteto                                                 | 1991               | 31288                  |                                                       |
| Elmo's Fire                                    | Bertha Hope                                                          | 1991               | 31289                  |                                                       |
| Round Midnight                                 | Dexter Gordon/Benny Bailey Quinteto                                  | 1991               | 31290                  |                                                       |
| Just Cole Porter                               | Larry Schneider Cuarteto                                             | 1991               | 31291                  |                                                       |
| You've Changed                                 | Jimmy Heath Cuarteto                                                 | 1991               | 31292                  |                                                       |
| Games                                          | Stanley Cowell Trío                                                  | 1991               | 31293                  |                                                       |
| Strike Up The Band                             | Louis Smith                                                          | 1991               | 31294                  |                                                       |
| But Beautiful                                  | Joe Locke & Kenny Barron                                             | 1991               | 31295                  |                                                       |
| Blue in Green                                  | Mike Richmond                                                        | 1992               | 31296                  |                                                       |
| Ugly Beauty                                    | Kevin Hays Trío                                                      | 1992               | 31297                  |                                                       |
| Gentle Time Alone                              | Ted Dunbar                                                           | 1992               | 31298                  |                                                       |
| Solo Masterpieces Vol. 1                       | Duke Jordan                                                          | 1992               | 31299                  |                                                       |
| Solo Masterpieces Vol. 2                       | Duke Jordan                                                          | 1992               | 31300                  |                                                       |
| Nosmo King                                     | John Abercrombie y Andy LaVerne                                      | 1992               | 31301                  |                                                       |
| Hang in There                                  | Mickey Tucker Sextet                                                 | 1992               | 31302                  |                                                       |
| Paul Plays Carla                               | Paul Bley                                                            | 1992               | 31303                  |                                                       |
| You Leave Me Breathless                        | Junior Cook                                                          | 1992               | 31304                  |                                                       |
| Beyond Forever                                 | George Cables Trío                                                   | 1992               | 31305                  |                                                       |
| Sunburst                                       | Ron McClure Sextet                                                   | 1992               | 31306                  |                                                       |
| Bill Evans...Person We Knew                    | Larry Schneider y Andy LaVerne                                       | 1992               | 31307                  |                                                       |
| Coalescence                                    | Jeff Williams Quinteto                                               | 1992               | 31308                  |                                                       |
| Airplay                                        | Ronnie Cuber Cuarteto                                                | 1992               | 31309                  |                                                       |
| Never Let Me Go                                | Von Freeman                                                          | 1992               | 31310                  |                                                       |
| Live on Tour in the Far East                   | Billy Harper                                                         | 1992               | 31311                  |                                                       |
| How Do You Keep the Music Playing?             | Larry Willis                                                         | 1992               | 31312                  |                                                       |
| New Horizon                                    | Steve LaSpina                                                        | 1992               | 31313                  |                                                       |
| Now It Can Be Played                           | John Abercrombie-Andy LaVerne Cuarteto                               | 1993               | 31314                  |                                                       |
| Blue Degrees                                   | Dave Stryker                                                         | 1993               | 31315                  |                                                       |
| Caravan Suite                                  | Paul Bley                                                            | 1993               | 31316                  |                                                       |
| Blind Date                                     | Larry Schneider                                                      | 1993               | 31317                  |                                                       |
| Unforgettable: Piano Solos                     | Larry Willis                                                         | 1993               | 31318                  |                                                       |
| Buy One Get One Free                           | Andy LaVerne                                                         | 1993               | 31319                  |                                                       |
| Lester Leaps In                                | Von Freeman Cuarteto                                                 | 1993               | 31320                  |                                                       |
| Live on Tour in the Far East Vol. 2            | Billy Harper                                                         | 1993               | 31321                  |                                                       |
| For You For Me For Evermore                    | Eddie Harris                                                         | 1993               | 31322                  |                                                       |
| The Steve Slagle Cuarteto                      | Steve Slagle Cuarteto                                                | 1993               | 31323                  |                                                       |
| Crossroad                                      | Kevin Hays Quinteto                                                  | 1993               | 31324                  |                                                       |
| Universal Mind                                 | Richie Beirach y Andy LaVerne                                        | 1993               | 31325                  |                                                       |
| Light Blue                                     | Bob Rockwell y Jesper Lundgaard                                      | 1993               | 31326                  |                                                       |
| Meditations                                    | Kenny Werner                                                         | 1993               | 31327                  |                                                       |
| Bright Passion                                 | Stanley Cowell Trío                                                  | 1993               | 31328                  |                                                       |
| Inner Account                                  | Ron McClure Quinteto                                                 | 1993               | 31329                  |                                                       |
| Passage                                        | Dave Stryker Quinteto                                                | 1993               | 31330                  |                                                       |
| To Start Again                                 | Rich Perry                                                           | 1993               | 31331                  |                                                       |
| Wire Walker                                    | Joe Locke                                                            | 1993               | 31332                  |                                                       |
| Born to Be Blue                                | Bob Rockwell Trío                                                    | 1994               | 31333                  |                                                       |
| I Mean You                                     | George Cables Trío                                                   | 1994               | 31334                  |                                                       |
| Too Grand                                      | Richie Beirach and Andy LaVerne                                      | 1994               | 31335                  |                                                       |
| Silvering                                      | Louis Smith Quinteto                                                 | 1994               | 31336                  |                                                       |
| Blues Holiday                                  | Jodie Christian Trío                                                 | 1994               | 31337                  |                                                       |
| Some Other Blues                               | Michal Urbaniak                                                      | 1994               | 31338                  |                                                       |
| Angel Eyes                                     | Stanley Cowell                                                       | 1994               | 31339                  |                                                       |
| Blue Lou                                       | Louis Hayes Sextet                                                   | 1994               | 31340                  |                                                       |
| Blues on a Par                                 | Doug Raney Cuarteto                                                  | 1994               | 31341                  |                                                       |
| In the Mood for a Classic: Plays Bud Powell    | Andy LaVerne                                                         | 1994               | 31342                  |                                                       |
| Eclipse                                        | Steve LaSpina                                                        | 1994               | 31343                  |                                                       |
| If We May                                      | Paul Bley Trío                                                       | 1994               | 31344                  |                                                       |
| Full Moon                                      | Dave Stryker Quinteto                                                | 1994               | 31345                  |                                                       |
| Copenhagen Calypso                             | Kenny Werner                                                         | 1994               | 31346                  |                                                       |
| Mohawk                                         | Larry Schneider Cuarteto                                             | 1994               | 31347                  |                                                       |
| Paul Bley at Copenhagen Jazz House             | Paul Bley                                                            | 1994               | 31348                  |                                                       |
| Setup                                          | Stanley Cowell Sextet                                                | 1994               | 31349                  |                                                       |
| Next Age                                       | Harold Danko Cuarteto                                                | 1994               | 31350                  |                                                       |
| Dedicated to You                               | Von Freeman                                                          | 1994               | 31351                  |                                                       |
| Glass Ceiling                                  | Andy LaVerne Trío                                                    | 1994               | 31352                  |                                                       |
| Night Tripper                                  | Vic Juris                                                            | 1994               | 31353                  |                                                       |
| Spread the Word                                | Steve Slagle Cuarteto                                                | 1995               | 31354                  |                                                       |
| Never Always                                   | Ron McClure                                                          | 1995               | 31355                  |                                                       |
| After the Rain                                 | Harold Danko                                                         | 1995               | 31356                  |                                                       |
| Quiet Fire                                     | George Cables                                                        | 1995               | 31357                  |                                                       |
| Work It                                        | Rick Margitza                                                        | 1995               | 31358                  |                                                       |
| Live at Copenhagen Jazz House                  | Stanley Cowell Trío                                                  | 1995               | 31359                  |                                                       |
| Beautiful Love                                 | Rich Perry                                                           | 1995               | 31360                  |                                                       |
| The Very Thought of You                        | Louis Smith y Jodie Christian                                        | 1995               | 31361                  |                                                       |
| Stardust                                       | Dave Stryker                                                         | 1995               | 31362                  |                                                       |
| Speechless                                     | Paul Bley Cuarteto                                                   | 1995               | 31363                  |                                                       |
| Very Early                                     | Joe Locke Trío                                                       | 1995               | 31364                  |                                                       |
| Getting There                                  | Mickey Tucker                                                        | 1995               | 31365                  |                                                       |
| Live on Tour in the Far East Vol. 3            | Billy Harper Quinteto                                                | 1995               | 31366                  |                                                       |
| Reincarnation                                  | Steve Slagle Cuarteto                                                | 1995               | 31367                  |                                                       |
| Almost Everything                              | Don Friedman Trío                                                    | 1995               | 31368                  |                                                       |
| Person to Person                               | George Cables                                                        | 1995               | 31369                  |                                                       |
| You or Me                                      | Jimmy Heath Cuarteto                                                 | 1995               | 31370                  |                                                       |
| Nomad                                          | Dave Stryker with the Bill Warfield Big Band                         | 1995               | 31371                  |                                                       |
| In a New York Minute                           | Ronnie Cuber Cuarteto                                                | 1995               | 31372                  |                                                       |
| Revelation                                     | Dexter Gordon / Benny Bailey Quinteto                                | 1995               | 31373                  |                                                       |
| What Is This?                                  | Rich Perry                                                           | 1995               | 31374                  |                                                       |
| Tadd's Delight                                 | Andy LaVerne                                                         | 1995               | 31375                  |                                                       |
| When I'm Alone                                 | Steve LaSpina                                                        | 1995               | 31376                  |                                                       |
| New Autumn                                     | Harold Danko Cuarteto                                                | 1996               | 31377                  |                                                       |
| Shades of Blue                                 | Bob Rockwell Cuarteto                                                | 1996               | 31378                  |                                                       |
| Reality Check                                  | Paul Bley                                                            | 1996               | 31379                  |                                                       |
| Inner Space                                    | Joe Locke Cuarteto                                                   | 1996               | 31380                  |                                                       |
| Skylark                                        | George Cables Trío                                                   | 1996               | 31381                  |                                                       |
| Activism                                       | George Colligan Trío                                                 | 1996               | 31382                  |                                                       |
| Sleight of Hand                                | Jed Levy Cuarteto                                                    | 1996               | 31383                  |                                                       |
| Pastels                                        | Vic Juris                                                            | 1996               | 31384                  |                                                       |
| I Waited for You                               | Louis Smith                                                          | 1996               | 31385                  |                                                       |
| Mandara Blossoms                               | Stanley Cowell                                                       | 1996               | 31386                  |                                                       |
| The Greeting                                   | Dave Stryker Quinteto                                                | 1996               | 31387                  |                                                       |
| Serenade to Silver                             | Andy LaVerne                                                         | 1996               | 31388                  |                                                       |
| Set 'em Up                                     | Tony Purrone                                                         | 1996               | 31389                  |                                                       |
| Freedom Jazz Dance                             | Larry Schneider                                                      | 1996               | 31390                  |                                                       |
| Concrete Canyon                                | Ron McClure                                                          | 1996               | 31391                  |                                                       |
| The Feeling of Jazz                            | Harold Danko Cuarteto                                                | 1996               | 31392                  |                                                       |
| Where Is Love?                                 | Karen Francis                                                        | 1996               | 31393                  |                                                       |
| N. Y. C.ats                                    | Ronnie Cuber                                                         | 1996               | 31394                  |                                                       |
| The Irish Connection Trío                      | Keith Copeland                                                       | 1996               | 31395                  |                                                       |
| Story Time                                     | Steve LaSpina                                                        | 1996               | 31396                  |                                                       |
| Raney '96                                      | Doug Raney Cuarteto                                                  | 1996               | 31397                  |                                                       |
| It's You                                       | Lee Konitz                                                           | 1996               | 31398                  |                                                       |
| Bud's Beautiful                                | Andy LaVerne Trío                                                    | 1996               | 31399                  |                                                       |
| Blue to the Bone                               | Dave Stryker                                                         | 1996               | 31400                  |                                                       |
| Get Out of Town                                | Richard Wyands Trío                                                  | 1997               | 31401                  |                                                       |
| Moonscape                                      | Vic Juris Cuarteto                                                   | 1997               | 31402                  |                                                       |
| My Romance: Solo Piano                         | Don Friedman                                                         | 1997               | 31403                  |                                                       |
| New York, N.Y.                                 | Boulou Ferré y Elios Ferré                                           | 1997               | 31404                  |                                                       |
| Dark Side, Light Side                          | George Cables Trío                                                   | 1997               | 31405                  |                                                       |
| Dearly Beloved                                 | Lee Konitz                                                           | 1997               | 31406                  |                                                       |
| Hear Me One                                    | Stanley Cowell                                                       | 1997               | 31407                  |                                                       |
| Copenhagen Suite                               | Chuck Marohnic Cuarteto                                              | 1997               | 31408                  |                                                       |
| Back in New York                               | Doug Raney Cuarteto                                                  | 1997               | 31409                  |                                                       |
| In the Heath Zone                              | Tony Purrone                                                         | 1997               | 31410                  |                                                       |
| Tidal Breeze                                   | Harold Danko                                                         | 1997               | 31411                  |                                                       |
| Rain's Dance                                   | Jim McNeely Quinteto                                                 | 1997               | 31412                  |                                                       |
| Closer to Your Tears                           | Ron McClure Quinteto                                                 | 1997               | 31413                  |                                                       |
| The Newcomer                                   | George Colligan                                                      | 1997               | 31414                  |                                                       |
| There Goes My Heart                            | Louis Smith                                                          | 1997               | 31415                  |                                                       |
| Alto Blue                                      | Steve Slagle Cuarteto                                                | 1997               | 31416                  |                                                       |
| Hi-Fly                                         | Horace Parlan                                                        | 1997               | 31417                  |                                                       |
| Stan Getz in Chappaqua                         | Andy LaVerne Cuarteto                                                | 1997               | 31418                  |                                                       |
| When Children Smile                            | Steve LaSpina Quinteto                                               | 1997               | 31419                  |                                                       |
| What's Goin' On                                | Frank Strozier Quinteto                                              | 1997               | 31420                  |                                                       |
| Left Alone                                     | Rich Perry                                                           | 1997               | 31421                  |                                                       |
| All of Three                                   | Dick Oatts                                                           | 1997               | 31422                  |                                                       |
| Ice Scape                                      | Reuben Brown                                                         | 1997               | 31423                  |                                                       |
| Shades of Love                                 | Walt Dickerson                                                       | 1997               | 31424                  |                                                       |
| Round Trip                                     | Keith Copeland                                                       | 1997               | 31425                  |                                                       |
| Big Room                                       | Dave Stryker Cuarteto                                                | 1997               | 31426                  |                                                       |
| Out of Nowhere                                 | Lee Konitz y Paul Bley                                               | 1997               | 31427                  |                                                       |
| D's Mood                                       | Danny Walsh Quinteto                                                 | 1997               | 31428                  |                                                       |
| Ali Girl                                       | Larry Schneider Cuarteto                                             | 1997               | 31429                  |                                                       |
| Cutting Edge                                   | Michael Cochrane Cuarteto                                            | 1997               | 31430                  |                                                       |
| Little Sunflower                               | Karen Francis                                                        | 1998               | 31431                  |                                                       |
| Now and Zen                                    | LeeAnn Ledgerwood                                                    | 1998               | 31432                  |                                                       |
| Catalonian Nights Vol. 3                       | Tete Montoliu                                                        | 1998               | 31433                  |                                                       |
| Bluesology                                     | George Cables Trío                                                   | 1998               | 31434                  |                                                       |
| Dream Team                                     | Ron McClure                                                          | 1998               | 31435                  |                                                       |
| Amongst Ourselves                              | Dave Ballou                                                          | 1998               | 31436                  |                                                       |
| Notes on Ornette                               | Paul Bley                                                            | 1998               | 31437                  |                                                       |
| Six-String Delight                             | Tony Purrone                                                         | 1998               | 31438                  |                                                       |
| Standard Issue                                 | Dick Oatts                                                           | 1998               | 31439                  |                                                       |
| RichLee!                                       | Lee Konitz y Rich Perry                                              | 1998               | 31440                  |                                                       |
| Stomping Ground                                | George Colligan Trío                                                 | 1998               | 31441                  |                                                       |
| Soon                                           | Louis Smith                                                          | 1998               | 31442                  |                                                       |
| This Place                                     | Scott Colley                                                         | 1998               | 31443                  |                                                       |
| Three of Four                                  | Harold Danko Trío                                                    | 1998               | 31444                  |                                                       |
| Blue and Brown                                 | Reuben Brown                                                         | 1998               | 31445                  |                                                       |
| Plays Monk                                     | Steve Slagle                                                         | 1998               | 31446                  |                                                       |
| So in Love                                     | Rich Perry                                                           | 1998               | 31447                  |                                                       |
| Distant Dream                                  | Steve LaSpina Quinteto                                               | 1998               | 31448                  |                                                       |
| Milestones                                     | Michael Weiss                                                        | 1998               | 31449                  |                                                       |
| Introducing Ari Ambrose                        | Ari Ambrose                                                          | 1998               | 31450                  |                                                       |
| Stable Mates                                   | Harold Danko Cuarteto                                                | 1998               | 31451                  |                                                       |
| The Tender Side of Sammy Straighthorn          | Sam Newsome                                                          | 1999               | 31452                  |                                                       |
| Remembering Eric Dolphy                        | Vic Juris                                                            | 1999               | 31453                  |                                                       |
| Ask Me Now                                     | Michal Urbaniak                                                      | 1999               | 31454                  |                                                       |
| All the Way                                    | Dave Stryker                                                         | 1999               | 31455                  |                                                       |
| The Backbeat                                   | Doug Raney                                                           | 1999               | 31456                  |                                                       |
| Another World, Another Time                    | Andy LaVerne                                                         | 1999               | 31457                  |                                                       |
| Simone's Dance                                 | Dick Oatts                                                           | 1999               | 31458                  |                                                       |
| Gesture of Faith                               | Michael Cochrane Trío                                                | 1999               | 31459                  |                                                       |
| Volition                                       | Dave Ballou                                                          | 1999               | 31460                  |                                                       |
| Ornettology                                    | Larry Schneider                                                      | 1999               | 31461                  |                                                       |
| Constant Source                                | George Colligan                                                      | 1999               | 31462                  |                                                       |
| Cancoes do Brasil                              | Rich Perry y Harold Danko                                            | 1999               | 31463                  |                                                       |
| Once in a While                                | Louis Smith                                                          | 1999               | 31464                  |                                                       |
| Blue to the Bone II                            | Dave Stryker                                                         | 1999               | 31465                  |                                                       |
| Dig-It                                         | Lee Konitz and Ted Brown                                             | 1999               | 31466                  |                                                       |
| Embrace                                        | Elisabeth Kontomanou                                                 | 1999               | 31467                  |                                                       |
| Transition                                     | LeeAnn Ledgerwood                                                    | 1999               | 31468                  |                                                       |
| Live in Limerick                               | Keith Copeland                                                       | 1999               | 31469                  |                                                       |
| Small Room                                     | George Colligan                                                      | 1999               | 31470                  |                                                       |
| This Isn't Maybe                               | Harold Danko                                                         | 1999               | 31471                  |                                                       |
| Cyclic Episode                                 | Ari Ambrose                                                          | 1999               | 31472                  |                                                       |
| Doxy                                           | Rich Perry                                                           | 1999               | 31473                  |                                                       |
| You Go to My Head                              | Doug Raney                                                           | 1999               | 31474                  |                                                       |
| Temperament                                    | Tony Purrone                                                         | 1999               | 31475                  |                                                       |
| Footprints                                     | Michael Cochrane                                                     | 2000               | 31476                  |                                                       |
| Compassion                                     | LeeAnn Ledgerwood                                                    | 2000               | 31477                  |                                                       |
| Between Earth & Mars                           | Andy LaVerne                                                         | 2000               | 31478                  |                                                       |
| Pride                                          | Lee Konitz                                                           | 2000               | 31479                  |                                                       |
| Shades of Miles                                | Dave Stryker                                                         | 2000               | 31480                  |                                                       |
| Chainsaw                                       | Ari Ambrose                                                          | 2000               | 31481                  |                                                       |
| Standard Issue Volume 2                        | Dick Oatts                                                           | 2000               | 31482                  |                                                       |
| Songbook                                       | Vic Juris                                                            | 2000               | 31483                  |                                                       |
| Hands & Incantation                            | Elisabeth Kontomanou                                                 | 2000               | 31484                  |                                                       |
| Twins                                          | George Colligan y Jesper Bodilsen                                    | 2000               | 31485                  |                                                       |
| The Floating World                             | Dave Ballou                                                          | 2000               | 31486                  |                                                       |
| One for My Baby                                | George Cables                                                        | 2000               | 31487                  |                                                       |
| Between the Lines                              | Marc Copland and Tim Hagans                                          | 2000               | 31488                  |                                                       |
| The Bopsmith                                   | Louis Smith                                                          | 2000               | 31489                  |                                                       |
| Night Scapes                                   | Harold Danko Cuarteto                                                | 2000               | 31490                  |                                                       |
| Toy Trumpet                                    | Brad Goode                                                           | 2000               | 31491                  |                                                       |
| O Grande Amor                                  | Rich Perry                                                           | 2000               | 31492                  |                                                       |
| Know More                                      | Andy LaVerne                                                         | 2000               | 31493                  |                                                       |
| Minor Matrix                                   | Michael Cochrane                                                     | 2000               | 31494                  |                                                       |
| The Tonester                                   | Tony Purrone                                                         | 2000               | 31495                  |                                                       |
| Early Song                                     | Ari Ambrose                                                          | 2000               | 31496                  |                                                       |
| Paradox                                        | LeeAnn Ledgerwood                                                    | 2000               | 31497                  |                                                       |
| Agent 99                                       | George Colligan                                                      | 2000               | 31498                  |                                                       |
| Fortuity                                       | John McNeil                                                          | 2000               | 31499                  |                                                       |
| Inside Chicago Vol. 1                          | Von Freeman                                                          | 2001               | 31500                  |                                                       |
| Inside Chicago Vol. 2                          | Von Freeman                                                          | 2001               | 31501                  |                                                       |
| The Bounce                                     | Steve LaSpina                                                        | 2001               | 31502                  |                                                       |
| This Masquerade                                | Sam Newsome                                                          | 2001               | 31503                  |                                                       |
| On This Day                                    | Dave Ballou                                                          | 2001               | 31504                  |                                                       |
| Jazz                                           | Larry Schneider                                                      | 2001               | 31505                  |                                                       |
| By Myself                                      | Brad Goode                                                           | 2001               | 31506                  |                                                       |
| A Wish                                         | George Colligan                                                      | 2001               | 31507                  |                                                       |
| Prestigious                                    | Harold Danko                                                         | 2001               | 31508                  |                                                       |
| Double Play                                    | Marc Copland y Vic Juris                                             | 2001               | 31509                  |                                                       |
| Changing Times                                 | Dave Stryker                                                         | 2002               | 31510                  |                                                       |
| South Paw                                      | Dick Oatts                                                           | 2002               | 31511                  |                                                       |
| Pianissimo                                     | Andy LaVerne                                                         | 2002               | 31512                  |                                                       |
| Cuarteto Music                                 | Michael Cochrane                                                     | 2002               | 31513                  |                                                       |
| Rascality                                      | Tony Purrone                                                         | 2002               | 31514                  |                                                       |
| Hearsay                                        | Rich Perry                                                           | 2002               | 31515                  |                                                       |
| Songbook 2                                     | Vic Juris                                                            | 2002               | 31516                  |                                                       |
| Match Point                                    | Ron McClure                                                          | 2002               | 31517                  |                                                       |
| United                                         | Ari Ambrose                                                          | 2002               | 31518                  |                                                       |
| Return to Copenhagen                           | George Colligan                                                      | 2002               | 31519                  |                                                       |
| Shades of Light                                | Conrad Herwig y Andy LaVerne                                         | 2002               | 31520                  |                                                       |
| The Rainbow People                             | Dexter Gordon y Benny Bailey                                         | 2002               | 31521                  |                                                       |
| Jam Session Vol. 1                             | Larry Schneider, Rick Margitza, Chris Potter                         | 2002               | 31522                  |                                                       |
| Jam Session Vol. 2                             | Vic Juris, Dave Stryker, Tony Purrone                                | 2002               | 31523                  |                                                       |
| Blue to the Bone III                           | Dave Stryker                                                         | 2002               | 31524                  |                                                       |
| Rothko                                         | Dave Ballou                                                          | 2002               | 31525                  |                                                       |
| Jam Session Vol. 3                             | Dick Oatts, Don Braden, Vincent Herring                              | 2002               | 31526                  |                                                       |
| Jam Session Vol. 4                             | Ingrid Jensen, Mark Tuner y Sam Newsome                              | 2002               | 31527                  |                                                       |
| Gong with Wind Suite                           | Lee Konitz y Matt Wilson                                             | 2002               | 31528                  |                                                       |
| Round and Round                                | Jed Levy                                                             | 2002               | 31529                  |                                                       |
| Fantasy Exit                                   | Harold Danko                                                         | 2003               | 31530                  |                                                       |
| Inside Chicago Vol. 3                          | Von Freeman                                                          | 2003               | 31531                  |                                                       |
| Inside Chicago Vol. 4                          | Von Freeman                                                          | 2003               | 31532                  |                                                       |
| At Eastman                                     | Rich Perry                                                           | 2003               | 31533                  |                                                       |
| My Foolish Heart                               | Don Friedman                                                         | 2003               | 31534                  |                                                       |
| Jazmin                                         | Ari Ambrose                                                          | 2003               | 31535                  |                                                       |
| Jam Session Vol. 5                             | Scott Wendholt, Dave Balliou, Greg Gisbert                           | 2003               | 31536                  |                                                       |
| Jam Session Vol. 6                             | Alex Norris, Ari Ambrose, Joel Frahm                                 | 2003               | 31537                  |                                                       |
| Timelines                                      | John Abercrombie y Andy LaVerne                                      | 2003               | 31538                  |                                                       |
| Preservation                                   | Ted Brown                                                            | 2003               | 31539                  |                                                       |
| Remember When                                  | Steve LaSpina                                                        | 2003               | 31540                  |                                                       |
| Walkin' Up                                     | LeeAnn Ledgerwood                                                    | 2003               | 31541                  |                                                       |
| Pathways                                       | Michael Cochrane                                                     | 2003               | 31542                  |                                                       |
| Flight to Norway                               | Duke Jordan                                                          | 2003               | 31543                  |                                                       |
| Age of Peace                                   | Ron McClure                                                          | 2003               | 31544                  |                                                       |
| Major Incident                                 | Joshua Douglas Smith                                                 | 2003               | 31545                  |                                                       |
| Jam Session Vol. 7                             | Louis Smith, Mark Turner y Billy Mitchell                            | 2003               | 31546                  |                                                       |
| Jam Session Vol. 8                             | Ryan Kisor, Jimmy Greene y Jim Pugh                                  | 2003               | 31547                  |                                                       |
| Current State                                  | Martin Jacobsen                                                      | 2003               | 31548                  |                                                       |
| It Might As Well Be Spring                     | Larry Schneider                                                      | 2003               | 31549                  |                                                       |
| Guitarisk                                      | Tony Purrone                                                         | 2004               | 31550                  |                                                       |
| Trilix                                         | Harold Danko                                                         | 2004               | 31551                  |                                                       |
| Louisville                                     | Louis Smith                                                          | 2004               | 31552                  |                                                       |
| While My Guitar Gently Weeps                   | Vic Juris                                                            | 2004               | 31553                  |                                                       |
| Jam Session Vol. 9                             | Mark Turner, Don Braden, Jimmy Greene                                | 2004               | 31554                  |                                                       |
| Jam Session Vol. 10                            | Doug Raney, Dave Stryker, Freddie Bryant                             | 2004               | 31555                  |                                                       |
| Dancing Foot                                   | Dave Ballou                                                          | 2004               | 31556                  |                                                       |
| Venus Perplexed                                | Steve Lampert                                                        | 2004               | 31557                  |                                                       |
| East of the Sun and West of 2nd Avenue         | Rich Perry                                                           | 2004               | 31558                  |                                                       |
| Shades Beyond                                  | Dave Stryker                                                         | 2004               | 31559                  |                                                       |
| Waiting                                        | Ari Ambrose                                                          | 2004               | 31560                  |                                                       |
| Song For Amy                                   | Dave Scott                                                           | 2004               | 31561                  |                                                       |
| Blue Function                                  | Christian Winther                                                    | 2004               | 31562                  |                                                       |
| Intuition                                      | Jerry Bergonzi                                                       | 2004               | 31563                  |                                                       |
| Unstuck in Time                                | Joshua Douglas Smith                                                 | 2004               | 31564                  |                                                       |
| A New Abode                                    | Sila Cevikce                                                         | 2004               | 31565                  |                                                       |
| Jam Session Vol. 11                            | Charles Sullivan, Conrad Herwig, Gary Smulyan y Steve Slagle         | 2004               | 31566                  |                                                       |
| Jam Session Vol. 12                            | Rich Perry, Larry Schneider, Igor Butman                             | 2004               | 31567                  |                                                       |
| Hinesight                                      | Harold Danko                                                         | 2004               | 31568                  |                                                       |
| All Ways                                       | Andy LaVerne                                                         | 2005               | 31569                  |                                                       |
| Live at Cobi's                                 | Bill Barron                                                          | 2005               | 31570                  |                                                       |
| A Nice Idea                                    | John Abercrombie y Andy LaVerne                                      | 2005               | 31571                  |                                                       |
| Time and Again                                 | Gary Versace                                                         | 2005               | 31572                  |                                                       |
| Regards                                        | Dave Ballou                                                          | 2005               | 31573                  |                                                       |
| Jam Session Vol. 13                            | Dick Oatts, Joe Gordon, Billy Drewes                                 | 2005               | 31574                  |                                                       |
| Jam Session Vol. 14                            | Mark Turner, Ari Ambrose, Gregory Tardy                              | 2005               | 31575                  |                                                       |
| You're My Everything                           | Rich Perry                                                           | 2005               | 31576                  |                                                       |
| Get Together                                   | Tom Guarna                                                           | 2005               | 31577                  |                                                       |
| Peter Zak Trío                                 | Peter Zak                                                            | 2005               | 31578                  |                                                       |
| Mood Ellington                                 | Jed Levy                                                             | 2005               | 31579                  |                                                       |
| Elbow Room                                     | Vincent Gardner                                                      | 2005               | 31580                  |                                                       |
| Jam Session Vol. 15                            | Loren Stillman, Chris Byars, Kris Allen                              | 2005               | 31581                  |                                                       |
| Jam Session Vol. 16                            | Ron McClure, Jay Anderson, Steve LaSpina                             | 2005               | 31582                  |                                                       |
| The Truth                                      | Gregory Tardy                                                        | 2005               | 31583                  |                                                       |
| Inside Out                                     | Stephen Riley                                                        | 2005               | 31584                  |                                                       |
| The Only Plan                                  | Christian Winther                                                    | 2005               | 31585                  |                                                       |
| The Brothers' Breakfast                        | Loren Stillman                                                       | 2006               | 31586                  |                                                       |
| On Another Day                                 | Ari Ambrose                                                          | 2006               | 31587                  |                                                       |
| Oatts & Perry                                  | Harold Danko Quinteto                                                | 2006               | 31588                  |                                                       |
| Many Places                                    | Gary Versace                                                         | 2006               | 31589                  |                                                       |
| Play Room                                      | Steve LaSpina                                                        | 2006               | 31590                  |                                                       |
| Incubation                                     | Tony Purrone                                                         | 2006               | 31591                  |                                                       |
| For Tomorrow                                   | Peter Zak                                                            | 2006               | 31592                  |                                                       |
| Jam Session Vol. 17                            | Ryan Kisor, John McNeil, Brad Goode                                  | 2006               | 31593                  |                                                       |
| Jam Session Vol. 18                            | Dick Oatts, Billy Drewes, Walt Weiskopf                              | 2006               | 31594                  |                                                       |
| Rhapsody                                       | Rich Perry                                                           | 2006               | 31595                  |                                                       |
| Live at Cobi's 2                               | Bill Barron                                                          | 2006               | 31596                  |                                                       |
| Peace in the Abstract                          | Marcus Printup                                                       | 2006               | 31597                  |                                                       |
| Shadow Forms                                   | Andrew Rathbun                                                       | 2006               | 31598                  |                                                       |
| Organic-Lee                                    | Lee Konitz y Gary Versace                                            | 2006               | 31599                  |                                                       |
| At the Kitano 1                                | Rich Perry                                                           | 2006               | 31600                  |                                                       |
| Jam Session Vol. 19                            | Rich Perry, Rick Margitza, Joshua Douglas Smith                      | 2006               | 31601                  |                                                       |
| Jam Session Vol. 20                            | Vincent Gardner, Andre Hayward, Danny Kirkhum, Richard Doron Johnson | 2006               | 31602                  |                                                       |
| Secrets                                        | Kim Bock                                                             | 2006               | 31603                  |                                                       |
| Trio Alto Volume One                           | Loren Stillman                                                       | 2006               | 331604                 |                                                       |
| Time to Dream                                  | Andy LaVerne                                                         | 2006               | 31605                  |                                                       |
| Gateway                                        | Jed Levy                                                             | 2006               | 31606                  |                                                       |
| Out from the Underground                       | Tom Guarna                                                           | 2006               | 31607                  |                                                       |
| Naiveté                                        | Dave Scott                                                           | 2007               | 31608                  |                                                       |
| Easy to Remember                               | Stephen Riley                                                        | 2007               | 31609                  |                                                       |
| Steps of Faith                                 | Gregory Tardy                                                        | 2007               | 31610                  |                                                       |
| Insistence                                     | Dave Ballou                                                          | 2007               | 31611                  |                                                       |
| Times Remembered                               | Harold Danko                                                         | 2007               | 31612                  |                                                       |
| Jam Session Vol. 21                            | Gregory Tardy, Wayne Escoffery, Christian Winther                    | 2007               | 31613                  |                                                       |
| Jam Session Vol. 22                            | Dave Ballou, Greg Gisbert, Tim Hagans                                | 2007               | 31614                  |                                                       |
| Soft Hands                                     | Ron McClure                                                          | 2007               | 31615                  |                                                       |
| The Good Book Chapter 1                        | Vincent Gardner                                                      | 2007               | 31616                  |                                                       |
| Whatever Happens                               | Ari Ambrose                                                          | 2007               | 31617                  |                                                       |
| Intelligent Design                             | Andy LaVerne                                                         | 2007               | 31618                  |                                                       |
| My Conception                                  | Peter Zak                                                            | 2007               | 31619                  |                                                       |
| E-motion                                       | Rich Perry                                                           | 2007               | 31620                  |                                                       |
| Trio Alto Volume 2                             | Loren Stillman                                                       | 2007               | 31621                  |                                                       |
| Chimera                                        | Russ Spiegel                                                         | 2007               | 31622                  |                                                       |
| School of Tristano                             | Eric Rasmussen                                                       | 2007               | 31623                  |                                                       |
| Jam Session Vol. 23                            | Conrad Herwig, Wycliffe Gordon y Vincent Gardner                     | 2007               | 31624                  |                                                       |
| Jam Session Vol. 24                            | Jon Gordon, Rich Perry, Dave Schnitter                               | 2007               | 31625                  |                                                       |
| Bird of Paradise                               | Marcus Printup                                                       | 2007               | 31626                  |                                                       |
| Right Now                                      | Michael Cochrane                                                     | 2007               | 31627                  |                                                       |
| Shades of Brown                                | Ted Brown                                                            | 2007               | 31628                  |                                                       |
| Staines Glass                                  | Bill Gerhardt                                                        | 2007               | 31629                  |                                                       |
| Affairs of State                               | Andrew Rathbun                                                       | 2007               | 31630                  |                                                       |
| Reminiscence                                   | Gary Versace                                                         | 2007               | 31631                  |                                                       |
| Once Upon a Dream                              | Stephen Riley                                                        | 2007               | 31632                  |                                                       |
| Soulhouse                                      | Christian Winther                                                    | 2008               | 31633                  |                                                       |
| Wingspan                                       | Tom Guarna                                                           | 2008               | 31634                  |                                                       |
| Breeze                                         | Eliot Zigmund                                                        | 2008               | 31635                  |                                                       |
| Jazz Is Like a Banana                          | Pierre Dørge & New Jungle Orchestra                                  | 2008               | 31636                  |                                                       |
| Strike Up the Band                             | Dave Stryker                                                         | 2008               | 31637                  |                                                       |
| Wonderland                                     | Harold Danko y Ron McClure                                           | 2008               | 31638                  |                                                       |
| Jam Session Vol. 25                            | Marcus Printup, Ryan Kisor, y Joe Magnarelli                         | 2008               | 31639                  |                                                       |
| Jam Session Vol. 26                            | Conrad Herwig, Ed Xiques y Jay Brandford                             | 2008               | 31640                  |                                                       |
| Seed of Sin                                    | Peter Zak                                                            | 2008               | 31641                  |                                                       |
| Moments                                        | Steve LaSpina                                                        | 2008               | 31642                  |                                                       |
| Thrive                                         | Bill Gerhardt                                                        | 2008               | 31643                  |                                                       |
| At the Kitano 2                                | Rich Perry                                                           | 2008               | 31644                  |                                                       |
| School of Tristano 2                           | Eric Rasmussen                                                       | 2008               | 31645                  |                                                       |
| Vin-Slidin'                                    | Vincent Gardner                                                      | 2008               | 31646                  |                                                       |
| He Knows My Name                               | Gregory Tardy                                                        | 2008               | 31647                  |                                                       |
| Evans Explorations                             | Jed Levy                                                             | 2008               | 31648                  |                                                       |
| Our Thought                                    | Scott Lee                                                            | 2008               | 31649                  |                                                       |
| Ballroom                                       | Jack Walrath                                                         | 2008               | 31650                  |                                                       |
| Happy House                                    | Makaya Ntshoko                                                       | 2008               | 31651                  |                                                       |
| Whispering Elephants                           | Pierre Dørge                                                         | 2008               | 31652                  |                                                       |
| Gratitude                                      | Dick Oatts                                                           | 2008               | 31653                  |                                                       |
| At the Kitano Vol. 1                           | Rich Perry                                                           | 2009               | 31654                  |                                                       |
| Marcus Printup                                 | London Lullaby                                                       | 2009               | 31655                  |                                                       |
| Tenor Treats                                   | Ari Ambrose y Stephen Riley                                          | 2009               | 31656                  |                                                       |
| Major Minor                                    | Tom Guarna                                                           | 2009               | 31657                  |                                                       |
| Saxology                                       | Dick Oatts y Jerry Bergonzi                                          | 2009               | 31658                  |                                                       |
| Jam Session Vol. 27                            | Tim Ries, Danny Walsh, Charles Pillow                                | 2008               | 31659                  |                                                       |
| Jam Session Vol. 28                            | Conrad Herwig, Rich Perry, Steve Davis                               | 2008               | 31660                  |                                                       |
| All That I Have                                | Bill Gerhardt                                                        | 2008               | 31661                  |                                                       |
| Blue Lights                                    | Chris Byars                                                          | 2008               | 31662                  |                                                       |
| School of Tristano 3                           | Eric Rasmussen                                                       | 2008               | 31663                  |                                                       |
| Nonchelant                                     | Dave Scott                                                           | 2008               | 31664                  |                                                       |
| Where We Are Now                               | Andrew Rathbun                                                       | 2008               | 31665                  |                                                       |
| Impressions of Coltrane                        | Khan Jamal                                                           | 2009               | 31666                  |                                                       |
| Live in Copenhagen                             | Kim Bock                                                             | 2009               | 31667                  |                                                       |
| Talk of the Town                               | Ari Ambrose                                                          | 2009               | 31668                  |                                                       |
| One Night tt the Kitano                        | Jed Levy                                                             | 2009               | 31669                  |                                                       |
| Gone                                           | Rich Perry                                                           | 2009               | 31670                  |                                                       |
| Three-Five                                     | Vincent Gardner                                                      | 2009               | 31671                  |                                                       |
| Blues at the Corner                            | Peter Zak                                                            | 2009               | 31672                  |                                                       |
| New Moon                                       | Ron McClure                                                          | 2009               | 31673                  |                                                       |
| Escapades                                      | Harold Danko                                                         | 2009               | 31674                  |                                                       |
| In Monk's Mood                                 | John Tchicai                                                         | 2009               | 31675                  |                                                       |
| Tenor Treats 2                                 | Ari Ambrose y Stephen Riley                                          | 2009               | 31676                  |                                                       |
| Mockingbird                                    | Jesse Stacken & Kirk Knuffke                                         | 2009               | 31677                  |                                                       |
| Upside                                         | Brian Charette                                                       | 2009               | 31678                  |                                                       |
| One for Reedus                                 | Dave Stryker                                                         | 2009               | 31679                  |                                                       |
| Ronnie                                         | Ronnie Cuber                                                         | 2009               | 31680                  |                                                       |
| Ballads – All Night                            | Marcus Printup                                                       | 2009               | 31681                  |                                                       |
| El Gaucho                                      | Stephen Riley                                                        | 2009               | 31682                  |                                                       |
| Heavy Mirth                                    | Jack Walrath                                                         | 2009               | 31683                  |                                                       |
| Mays at the Movies                             | Bill Mays                                                            | 2009               | 31684                  |                                                       |
| Jam Session Vol. 29                            | Jim Snidero, Dave Pietro, y Mike DiRubbo                             | 2010               | 31685                  |                                                       |
| Bop-ography                                    | Chris Byars                                                          | 2010               | 31686                  |                                                       |
| Leaving                                        | Scott Lee                                                            | 2010               | 31687                  |                                                       |
| Battle Grounds                                 | Richard Johnson                                                      | 2010               | 31688                  |                                                       |
| Oatts & Perry II                               | Harold Danko                                                         | 2010               | 31689                  |                                                       |
| The Decider                                    | Peter Zak                                                            | 2010               | 31690                  |                                                       |
| Momentum                                       | Bill Gerhardt                                                        | 2010               | 31691                  |                                                       |
| Isolation                                      | George Colligan                                                      | 2010               | 31692                  |                                                       |
| At The Royal Playhouse                         | Pierre Dørge                                                         | 2010               | 31693                  |                                                       |
| Two Hearts                                     | Dick Oatts                                                           | 2010               | 31694                  |                                                       |
| The Idea of North                              | Andrew Rathbun                                                       | 2010               | 31695                  |                                                       |
| Omega Is the Alpha                             | Vic Juris                                                            | 2010               | 31696                  |                                                       |
| At the Kitano 3                                | Rich Perry                                                           | 2010               | 31697                  |                                                       |
| The Strongest Love                             | Gregory Tardy                                                        | 2010               | 31698                  |                                                       |
| Nothing to Hide                                | Jason Palmer                                                         | 2010               | 31699                  |                                                       |
| Jam Session Vol. 30                            | Wayne Escoffery, Jimmy Greene, Stephen Riley, Don Braden             | 2010               | 31700                  |                                                       |
| Presents                                       | Pierre Dørge                                                         | 2010               | 31701                  |                                                       |
| Keystone                                       | Dave Stryker                                                         | 2010               | 31702                  |                                                       |
| Little Green Men                               | Michael Pinto                                                        | 2010               | 31703                  |                                                       |
| Prayer for Peace                               | Stanley Cowell                                                       | 2010               | 31704                  |                                                       |
| Simple Truth                                   | LeeAnn Ledgerwood                                                    | 2010               | 31705                  |                                                       |
| Live from New York                             | Andy LaVerne y John Abercrombie                                      | 2010               | 31706                  |                                                       |
| Sixty-Eight                                    | Billy Hart                                                           | 2011               | 31707                  |                                                       |
| (Re)Conception                                 | Helen Sung                                                           | 2011               | 31708                  |                                                       |
| Flow                                           | Kim Bock                                                             | 2011               | 31709                  |                                                       |
| Learning to Count                              | Brian Charette                                                       | 2011               | 31710                  |                                                       |
| A Time for Love                                | Marcus Printup                                                       | 2011               | 31711                  |                                                       |
| Lucky Seven                                    | Stephen Riley                                                        | 2011               | 31712                  |                                                       |
| Lucky Strikes Again                            | Chris Byars                                                          | 2011               | 31713                  |                                                       |
| Destiny                                        | Steve LaSpina                                                        | 2011               | 31714                  |                                                       |
| Down East                                      | Peter Zak                                                            | 2011               | 31715                  |                                                       |
| Let's Call Stephen Riley                       | GinmanBlachman!                                                      | 2011               | 31716                  |                                                       |
| Orange was the Color                           | Kirk Knuffke y Jesse Stacken                                         | 2011               | 31717                  |                                                       |
| Dedication                                     | Ron McClure                                                          | 2011               | 31718                  |                                                       |
| The Good Book Chapter Two                      | Vincent Gardner                                                      | 2011               | 31719                  |                                                       |
| Bittersweet                                    | Tom Guarna                                                           | 2011               | 31720                  |                                                       |
| From the Sound Up                              | Christian Winther                                                    | 2011               | 31721                  |                                                       |
| Forsooth                                       | Jack Walrath                                                         | 2011               | 31722                  |                                                       |
| Listen Here                                    | Vic Juris                                                            | 2011               | 31723                  |                                                       |
| Here Today                                     | Jason Palmer                                                         | 2011               | 31724                  |                                                       |
| Monuments                                      | Gregory Tardy                                                        | 2011               | 31725                  |                                                       |
| Grace                                          | Rich Perry                                                           | 2011               | 31726                  |                                                       |
| Living for the City                            | George Colligan                                                      | 2011               | 31727                  |                                                       |
| Sketches of India                              | Pierre Dørge & New Jungle Orchestra                                  | 2011               | 31728                  |                                                       |
| Blue Strike                                    | Dave Stryker                                                         | 2011               | 31729                  |                                                       |
| Homage                                         | Marcus Printup                                                       | 2011               | 31730                  |                                                       |
| Music for Organ Sextette                       | Brian Charette                                                       | 2012               | 31731                  |                                                       |
| Breaking the Waves                             | LeeAnn Ledgerwood                                                    | 2012               | 31732                  |                                                       |
| Having Fun                                     | Olegario Diaz                                                        | 2012               | 31733                  |                                                       |
| Boplicity                                      | Ronnie Cuber                                                         | 2012               | 31734                  |                                                       |
| Unriched                                       | Harold Danko                                                         | 2012               | 31735                  |                                                       |
| Crunch Time                                    | Ron McClure                                                          | 2012               | 31736                  |                                                       |
| Early Reflections                              | Niels Vincentz                                                       | 2012               | 31737                  |                                                       |
| Lookin' Up                                     | Dick Oatts                                                           | 2012               | 31738                  |                                                       |
| Like a Tree                                    | Kirk Knuffke y Jesse Stacken                                         | 2012               | 31739                  |                                                       |
| It's Time                                      | Stanley Cowell                                                       | 2012               | 31740                  |                                                       |
| The Good Book Chapter Three                    | Vincent Gardner                                                      | 2012               | 31741                  |                                                       |
| Hart-Beat                                      | Stephen Riley                                                        | 2012               | 31742                  |                                                       |
| Music Forever                                  | Chris Byars                                                          | 2012               | 31743                  |                                                       |
| Nordic Noon                                    | Peter Zak                                                            | 2012               | 31744                  |                                                       |
| Rain                                           | Jed Levy                                                             | 2012               | 31745                  |                                                       |
| Free Admission                                 | Vic Juris                                                            | 2012               | 31746                  |                                                       |
| Advent[ure]                                    | Craig Brann                                                          | 2012               | 31747                  |                                                       |
| Time Was                                       | Rich Perry                                                           | 2012               | 31748                  |                                                       |
| Pound Cake                                     | Kirk Knuffke y Ted Brown                                             | 2012               | 31749                  |                                                       |
| Take a Little Time                             | Jason Palmer                                                         | 2012               | 31750                  |                                                       |
| Three's Not a Crowd                            | Andy LaVerne                                                         | 2012               | 31751                  |                                                       |
| The Facts                                      | George Colligan                                                      | 2012               | 31752                  |                                                       |
| The Skyline Session                            | Olegario Diaz                                                        | 2012               | 31753                  |                                                       |
| Standards & More                               | Gregory Tardy                                                        | 2013               | 31754                  |                                                       |
| Blue to the Bone IV                            | Dave Stryker                                                         | 2013               | 31755                  |                                                       |
| Borderline                                     | Brian Charette                                                       | 2013               | 31756                  |                                                       |
| Welcome to this New World                      | Stanley Cowell                                                       | 2013               | 31757                  |                                                       |
| Carillon                                       | Nate Radley                                                          | 2013               | 31758                  |                                                       |
| Ready or Not                                   | Ron McClure                                                          | 2013               | 31759                  |                                                       |
| To Hellas and Back                             | Jack Walrath                                                         | 2013               | 31760                  |                                                       |
| Oatts & Perry III                              | Harold Danko                                                         | 2013               | 31761                  |                                                       |
| Shadow Forms II                                | Andrew Rathbun                                                       | 2013               | 31762                  |                                                       |
| Desire                                         | Marcus Printup                                                       | 2013               | 31763                  |                                                       |
| Gravity                                        | Niels Vincentz                                                       | 2013               | 31764                  |                                                       |
| Lover                                          | Stephen Riley                                                        | 2013               | 31765                  |                                                       |
| Live at JazzFest Berlin                        | Ronnie Cuber                                                         | 2013               | 31766                  |                                                       |
| The Angle Below                                | Peter Brendler y John Abercrombie                                    | 2013               | 31767                  |                                                       |
| Live in Tokyo                                  | Martin Jacobsen                                                      | 2013               | 31768                  |                                                       |
| Chorale                                        | Kirk Knuffke                                                         | 2013               | 31769                  |                                                       |
| Settling In                                    | Ari Ambrose                                                          | 2013               | 31770                  |                                                       |
| The Eternal Triangle                           | Peter Zak                                                            | 2013               | 31771                  |                                                       |
| The Italian Suite                              | Jed Levy                                                             | 2013               | 31772                  |                                                       |
| Jasmine Flower                                 | Chris Byars                                                          | 2013               | 31773                  |                                                       |
| Basquiat By Night/Day                          | Olegario Diaz                                                        | 2013               | 31774                  |                                                       |
| Hope                                           | Gregory Tardy                                                        | 2014               | 31775                  |                                                       |
| Nocturne                                       | Rich Perry                                                           | 2014               | 31776                  |                                                       |
| Tjak Tjaka Tchicai                             | Pierre Dørge & New Jungle Orchestra                                  | 2014               | 31777                  |                                                       |
| Sweet Nowhere                                  | Dick Oatts y Harold Danko                                            | 2014               | 31778                  |                                                       |
| Five                                           | Kirk Knuffke y Jesse Stacken                                         | 2014               | 31779                  |                                                       |
| Places                                         | Jason Palmer                                                         | 2014               | 31780                  |                                                       |
| Numbers & Letters                              | Andrew Rathbun                                                       | 2014               | 31781                  |                                                       |
| I Have a Dream                                 | Andy LaVerne                                                         | 2014               | 31782                  |                                                       |
| Ask Me Tomorrow                                | George Colligan                                                      | 2014               | 31783                  |                                                       |
| The Question That Drives Us                    | Brian Charette                                                       | 2014               | 31784                  |                                                       |
| Candlelight Lady                               | Dexter Gordon                                                        | 2014               | 31785                  |                                                       |
| Discovery                                      | Michael Cochrane                                                     | 2014               | 31786                  |                                                       |
| The Music of Duke Jordan                       | Chris Byars                                                          | 2014               | 31787                  |                                                       |
| Walkin' On Water                               | Vic Juris                                                            | 2014               | 31788                  |                                                       |
| Mark My Words                                  | Craig Brann                                                          | 2014               | 31789                  |                                                       |
| Are You Real?                                  | Stanley Cowell                                                       | 2014               | 31790                  |                                                       |
| The Disciple                                   | Peter Zak                                                            | 2014               | 31791                  |                                                       |
| Baubles, Bangles and Beads                     | Stephen Riley                                                        | 2014               | 31792                  |                                                       |
| Lost                                           | Marcus Printup                                                       | 2014               | 31793                  |                                                       |
| An Evening with Joe Albany                     | Joe Albany                                                           | 2015               | 31794                  | Recorded Live in Copenhagen 1 de mayo de 1973         |
| Unsafe at any Speed                            | Jack Walrath                                                         | 2015               | 31795                  |                                                       |
| Music for You                                  | Freddie Redd                                                         | 2015               | 31796                  |                                                       |
| Blui                                           | Pierre Dørge                                                         | 2015               | 31797                  |                                                       |
| With Songs of Joy                              | Gregory Tardy                                                        | 2015               | 31798                  |                                                       |
| "Little Cross"                                 | Kirk Knuffke                                                         | 2015               | 31799                  |                                                       |
| Wondaland                                      | Jason Palmer                                                         | 2015               | 31800                  |                                                       |
| An Evening with Joe Albany, vol. 2             | Joe Albany                                                           | 2015               | 31801                  | Recorded Live in Copenhagen 1 de mayo de 1973         |
| At the Jazzhouse                               | Martin Jacobsen                                                      | 2015               | 31802                  |                                                       |
| I Want To Hold Your Hand                       | Andy LaVerne                                                         | 2007               | 31803                  |                                                       |
| Young Bloods                                   | Marcus Printup                                                       | 2015               | 31804                  |                                                       |
| Organique                                      | Rich Perry                                                           | 2014               | 31805                  |                                                       |
| Haunted Hearts                                 | Stephen Riley                                                        | 2014               | 31806                  |                                                       |
| Two Fives                                      | Chris Byars                                                          | 2014               | 31807                  |                                                       |
| Brooklyn Aura                                  | Dave Scott                                                           | 2015               | 31808                  |                                                       |
| Reminiscent                                    | Stanley Cowell                                                       | 2015               | 31809                  |                                                       |
| "Blue"                                         | Vic Juris                                                            | 2014               | 31810                  |                                                       |
| Whirlwind                                      | Andy Fusco                                                           | 2003               | 31811                  |                                                       |
| Lost In The Breeze                             | Harold Danko                                                         | 2015               | 31812                  |                                                       |
| Where Angels Fear To Tread                     | Joel Weiskopf                                                        | 2015               | 31813                  |                                                       |
| A Conversation Between Brothers                | Craig Brann                                                          | 2015               | 31814                  |                                                       |
| Standards                                      | Peter Zak                                                            | 2014               | 31815                  |                                                       |
| Retrospect                                     | Ari Ambrose                                                          | 2015               | 31816                  |                                                       |
| With Due Respect                               | Freddie Redd                                                         | 2014/2015          | 31817                  |                                                       |
| Genesis                                        | Andy LaVerne                                                         | 2015               | 31818                  |                                                       |
| "Ubi Zaa"                                      | Pierre Dørge                                                         | 2015               | 31819                  |                                                       |
| Beauty 'n' Numbers                             | Jason Palmer                                                         | 2015               | 31820                  |                                                       |
| Chasing After The Wind                         | Gregory Tardy                                                        | 2015               | 31821                  |                                                       |
| Satie                                          | Kirk Knuffke & Jesse Stacken                                         | 2015               | 31822                  |                                                       |
| Aleph In Chromatic                             | Olegario Diaz                                                        | 2015               | 31823                  |                                                       |
| The Music of Frank Strozier                    | Chris Byars                                                          | 2015               | 31824                  |                                                       |
| Deuce                                          | Stephen Riley & Peter Zak                                            | 2015               | 31825                  |                                                       |
| The Pendulum                                   | Mike Richmond                                                        | 2016               | 31826                  |                                                       |
| Cities Between Us                              | Allegra Levy                                                         | 2016               | 31827                  |                                                       |
| No Illusions                                   | Stanley Cowell                                                       | 2015               | 31828                  |                                                       |
| Vic Plays Victor                               | Vic Juris                                                            | 2015               | 31829                  |                                                       |
| "Mood"                                         | Rich Perry                                                           | 2015               | 31830                  |                                                       |
| Joy-Riding                                     | Andy Fusco                                                           | 2015               | 31831                  |                                                       |
| Cherryco                                       | Kirk Knuffke                                                         | 2016               | 31832                  |                                                       |
| The Stroller                                   | Zaid Nasser                                                          | 2016               | 31833                  |                                                       |
| Hearts And Minds                               | Mark Soskin, Jay Anderson, Anthony Pinciotti                         | 2017               | 31834                  |                                                       |
| Renewal                                        | LeeAnn Ledgerwood, Ron McClure, Billy Hart                           | 2017               | 31835                  |                                                       |
| Backup                                         | Brian Charette                                                       | 2016               | 31836                  |                                                       |
| Use Your Imagination                           | Dick Oatts                                                           | 2017               | 31837                  |                                                       |
| The Message                                    | Joel Weiskopf                                                        | 2017               | 31838                  |                                                       |
| Triple Play                                    | Harold Danko                                                         | 2017               | 31839                  |                                                       |
| Faith                                          | Andy LaVerne                                                         | 2017               | 31840                  |                                                       |

### Serie 33100
La serie SteepleChase LookOut lanza nuevo jazz contemporáneo desde 2012.
| Título                         | Artista                                            | Año de lanzamiento | Catálogo No. SCCD | Notas                                  |
| ------------------------------ | -------------------------------------------------- | ------------------ | ----------------- | -------------------------------------- |
| Different Times                | Old Time Musketry                                  | 2012               | 33101             | Grabado en New York 2011               |
| Father And Son                 | Skip Wilkins                                       | 2012               | 33102             | Grabado en New York 2011               |
| Renaissance Man                | Ronan Guilfoyle/John Abercrombie                   | 2012               | 33103             | Grabado en 2008                        |
| Standard Fare                  | Eliot Zigmund                                      | 2012               | 33104             | Grabado en 2011                        |
| Throughout                     | JP Schlegelmilch                                   | 2013               | 33105             | Grabado en 2011/2012                   |
| Jour de Fête                   | Yvonnick Prené                                     | 2013               | 33106             | Grabado en New York 2012               |
| North By Northwest             | Joa Manis feat. George Colligan                    | 2013               | 33107             | Grabado en 2012                        |
| Enchanted Sun                  | Rotem Sivan                                        | 2013               | 33108             | Grabado en 2012                        |
| Circle Of Life                 | Burak Bedikyan                                     | 2013               | 33109             | Grabado en 2012                        |
| Just Another Day At The Office | Anders Mogensen feat. Gary Thomas                  | 2013               | 33110             | Grabado en Copenhagen 2013             |
| Out And About                  | Bob Sands                                          | 2013               | 33111             | Grabado en 2012                        |
| 2alto                          | Samo Šalamon feat. Lora Stillman                   | 2014               | 33112             | Grabado en 2012                        |
| Mostly Music                   | Paolo Sapia feat. Jimmy Cobb                       | 2014               | 33113             | Grabado en New York 2013               |
| Mental Images                  | Gene Segal                                         | 2014               | 33114             | Grabado en New York 2013               |
| Waiting For The Next Trans     | Paul Brusger feat. Gary Smulyan, Louis Hayes       | 2014               | 33115             | Grabado en New York 2013               |
| Cooper Ridge                   | Christian Coleman-Gavin Ahearn                     | 2014               | 33116             | Grabado en New York 2014               |
| Trinomial                      | Mark Minchello, Bob Hanlon                         | 2014               | 33117             | Grabado en New York 2013 - 2014        |
| Lonely City                    | Allegra Levy                                       | 2014               | 33118             | Grabado en New York 2013               |
| Leap Of Faith                  | Burak Bedikyan feat. Chris Cheek                   | 2014               | 33119             | Grabado en New York 2014               |
| The Golden Mean                | Joe Manis feat. George Colligan                    | 2015               | 33120             | Grabado en 2014                        |
| Matter                         | Gene Segal                                         | 2015               | 33121             | Grabado en New York 2014               |
| A Sax Supreme                  | Peter & Will Anderson                              | 2015               | 33122             | Grabado en vivo en New York 2015       |
| Workout                        | Bernd Reiter feat. Eric Alexander                  | 2016               | 33123             | Grabado en Live in Switzerland 2015    |
| Clean Spring                   | Greg Burk                                          | 2016               | 33124             | Grabado en Rome 2015                   |
| You'll See                     | Federico Bonifazi feat. Eric Alexander, Jimmy Cobb | 2016               | 33125             | Grabado en New York 2015               |
| Mystery Moon                   | Irene Becker & Aviaja Lumholt                      | 2015               | 33126             | Grabado en Copenhagen 2015             |
| Magic Light                    | Eugenia Choe                                       | 2016               | 33127             | Grabado en New York 2015               |
| Moments In Time                | David Ambrisio/Russ Meissner                       | 2016               | 33128             | Grabado en New York 2014               |
| Awakening                      | Burak Bedikyan                                     | 2016               | 33129             | Grabado en New York 2015               |
| Deconstructing Mr. X           | Carl Winther                                       | 2016               | 33130             | Grabado en 2015                        |
| Camaraderie                    | Mark Minchello, Bob Hanlon                         | 2017               | 33131             | Grabado en New York 2015 - 2016        |
| Spiral                         | Gene Segal feat. Brian Charette                    | 2017               | 33132             | Grabado en New York 2015               |
| Clarinet Summit                | Peter & Will Anderson                              | 2017               | 33133             | Grabado en vivo en New York 2016       |
| Inner Journey                  | Carl Winther & Jerry Bergonzi                      | 2017               | 33134             | Grabado en Boston 2016                 |
| E. 74 ST.                      | Federico Bonifazi feat. Philip Harper              | 2017               | 33135             | Grabado en New York - Italia 2014/2716 |
| Time Was                       | Eliot Zigmund feat. Chris Cheek                    | 2017               | 33136             | Grabado en New York in 2011            |
| Verdant Dream                  | Eugenia Choe                                       | 2018               | 33137             | Grabado en New York 2017               |
| Autumn Suite                   | Federico Bonifazi                                  | 2019               | 33138             | Grabado en Italy 2017                  |
| Istanbul Junction              | Burak Bedikyan                                     | 2019               | 33139             | Grabado en Istanbul 2017               |
| Biotope                        | Marc Benham                                        | 2020               | 33140             | Grabado en Paris 2018                  |
| Last Minute                    | Federico Bonifazi                                  | 2021               | 33141             | Grabado en Italy in 2019               |
| Something Joyful               | Jonathan Orland                                    | 2021               | 33142             | Grabado en Paris 2020                  |
| Sings Irving Berlin            | Yaala Ballin                                       | 2020               | 33143             | Grabado en New York 2019               |
| Code 2                         | Peter McEachern                                    | 2021               | 33144             | Grabado en 2019                        |
| Distant Voices                 | David Janeway                                      | 2021               | 33145             | Grabado en New York 2020               |
| Coltrane revisited             | Kirk Lightsey                                      | 2021               | 33146             | Grabado en 2015                        |
| Mystic Life                    | Yoko Yates                                         | 2022               | 33147             | Grabado en New York 2019               |
| Paraphrase                     | Michael Eaton & Nicki Adams                        | 2022               | 33148             | Grabado en New York 2020               |

### Serie 6000
La serie SteepleChase 6000 Classics lanzó 36 álbumes de material de archivo desde 1978 en adelante. 
| Título                       | Artista                                        | Año de lanzamiento | Catálogo No. SCC | Catálogo No. SCCD | Notas                                               |
| ---------------------------- | ---------------------------------------------- | ------------------ | ---------------- | ----------------- | --------------------------------------------------- |
| At The Golden Circle, Vol. 1 | Bud Powell                                     | 1978               | 6001             | 36001             | Grabado en Stockholm abril de 1962                  |
| At The Golden Circle, Vol. 2 | Bud Powell                                     | 1978               | 6002             | 36002             | Grabado en Stockholm abril de 1962                  |
| Axen                         | Bent Axen Trío & Quinteto                      | 1978               | 6003             | 36003             | Recordings from 1959 y 1961                         |
| Cry Me A River               | Dexter Gordon & Alti Bjorn Trío                | 1978               | 6004             | 36004             | Grabado en noviembre de 1962 y mayo de 1964         |
| Dr. Jackle                   | Jackie McLean                                  | 1979               | 6005             | 36005             | Grabado en vivo in Baltimore December 1966          |
| Copenhagen Concert           | Buck Clayton All Stars featuring Jimmy Rushing | 1979               | 6006/7           |                   | Grabado en Copenhagen en septiembre de 1959         |
| Copenhagen Concert vol.1     | Buck Clayton All Stars                         | 1979               |                  | 36006             | Grabado en Copenhagen en septiembre de 1959         |
| Copenhagen Concert vol.2     | Buck Clayton All Stars featuring Jimmy Rushing | 1979               |                  | 36007             | Grabado en Copenhagen en septiembre de 1959         |
| Cheese Cake                  | Dexter Gordon Cuarteto                         | 1979               | 6008             | 36008             | Grabado en junio de 1964                            |
| At the Golden Circle, Vol. 3 | Bud Powell                                     | 1979               | 6009             | 36009             | Grabado en Stockholm abril de 1962                  |
| Short Story                  | Kenny Dorham                                   | 1979               | 6010             | 36010             | Grabado en vivo in Copenhagen December 1963         |
| Scandia Skies                | Kenny Dorham                                   | 1980               | 6011             | 36011             | Grabado en vivo in Copenhagen December 1963         |
| King Neptune                 | Dexter Gordon                                  | 1979               | 6012             | 36012             | Grabado en vivo in Copenhagen junio de 1964         |
| The House I Live In          | Archie Shepp / Lars Gullin Quinteto            | 1980               | 6013             | 36013             | Grabado en vivo in Copenhagen November 1963         |
| At The Golden Circle, Vol. 4 | Bud Powell                                     | 1980               | 6014             | 36014             | Grabado en Stockholm abril de 1962                  |
| I Want More                  | Dexter Gordon Cuarteto                         | 1980               | 6015             | 36015             | Grabado en vivo in Copenhagen July 1964             |
| If I Had You                 | Brew Moore Cuarteto                            | 1981               | 6016             | 36016             | Grabado en vivo in Copenhagen abril de 1965         |
| At The Golden Circle, Vol. 5 | Bud Powell                                     | 1980               | 6017             | 36017             | Grabado en Stockholm abril de 1962                  |
| Love for Sale                | Dexter GordonQuartet                           | 1981               | 6018             | 36018             | Grabado en vivo in Copenhagen July 1964             |
| I Should Care                | Brew Moore Cuarteto                            | 1982               | 6019             | 36019             | Grabado en vivo in Copenhagen abril de 1965         |
| For Europeans Only           | Don Redman                                     | 1983               | 6020/21          | 36020             | Grabado en vivo in Copenhagen en septiembre de 1946 |
| It's You Or No One           | Dexter Gordon                                  | 1983               | 6022             | 36022             | Grabado en vivo in Copenhagen en agosto de 1964     |
| Tune Up                      | Jackie McLean Cuarteto                         | 1987               | 6023             | 36023             | Grabado en vivo in Baltimore December 1966          |
| Copenhagen Concert           | Dizzy Gillespie Quinteto                       | 1992               | 6024             | 36024             | Grabado en vivo in Copenhagen 1959                  |
| Stockholm Jam Session 1      | Phineas Newborn                                | 1992               |                  | 36025             | Grabado en Stockholm en septiembre de 1958          |
| Stockholm Jam Session 2      | Phineas Newborn                                | 1993               |                  | 36026             | Grabado en Stockholm en septiembre de 1958          |
| Nu!                          | Hugh Steinmetz                                 | 2001               |                  | 36027             | Six tracks released en Debut en 1966                |
| Billie's Bounce              | Dexter Gordon Cuarteto                         | 1983               | 6028             | 36028             | Grabado en Copenhagen en agosto de 1964             |
| Action Action                | The Contemporary Jazz Cuarteto                 | 2001               |                  | 36029/30          | Originally released on Debut in 1964 y 1968         |
| Wee Dot                      | Dexter Gordon                                  | 2003               |                  | 36031             | Grabado en Copenhagen en junio de 1965              |
| Loose Walk                   | Dexter Gordon                                  | 2004               |                  | 36032             | Grabado en Copenhagen en junio de 1965              |
| Misty                        | Dexter Gordon                                  | 2004               |                  | 36033             | Grabado en Copenhagen en junio de 1965.             |
| Heartaches                   | Dexter Gordon                                  | 2004               |                  | 36034             | Grabado en Copenhagen en en agosto de 1965          |
| Ladybird                     | Dexter Gordon                                  | 2005               |                  | 36035             | Grabado en Copenhagen en agosto de 1965             |
| Stella by Starlight          | Dexter Gordon                                  | 2005               |                  | 36036             | Grabado en Copenhagen January 1966                  |
| Zonky                        | Brew Moore                                     | 2005               |                  | 36037             | Grabado en Copenhagen February 1966                 |
| Satin Doll                   | Dexter Gordon                                  | 2005               |                  | 36038             | Grabado en Copenhagen junio de 1967                 |
| Soul Sister                  | Dexter Gordon                                  | 2022               |                  | 36039             | Grabado en Copenhagen & Oslo junio de 1962          |
| 1962 Copenhagen              | Bud Powell                                     | 2021               |                  | 36040             | Grabado en Copenhagen 1962                          |
| 1962 Stockholm - Oslo        | Bud Powell                                     | 2021               |                  | 36041             | Grabado en Stockholm & Oslo en septiembre de 1962   |
| Special Brew                 | Brew Moore                                     | 2022               |                  | 36042             | Grabado en Malmø Sweden & Copenhagen 1962           |